# Tatsuya Takahashi (ingeniero)
Tatsuya Takahashi (nacido en 1983/1984) es un ingeniero y diseñador de sintetizadores japonés. Nacido en Japón, estudió en la Universidad de Cambridge antes de unirse a la empresa de tecnología musical japonesa, Korg. Takahashi ha producido varios sintetizadores con Korg, incluidos Minilogue y Monotron, así como la serie Volca. Después de dejar Korg, Takahashi trabajó con Red Bull Music Academy en varios proyectos antes de volver a liderar la rama alemana de I+D de Korg, Korg Berlin.

## Primeros años y educación
Takahashi nació en Japón, cerca de Tokio, y creció en Londres. Comenzó a soldar a la edad de 11 años y su primer proyecto de sintetizador fue un oscilador de onda cuadrada. Durante su tiempo en la escuela secundaria, Takahashi aprendió ingeniería eléctrica por sí mismo.
Tiene una maestría en ciencias eléctricas y de la información de la Universidad de Cambridge. Para obtener el título, Takahashi completó un curso de cuatro años que culminó con un proyecto sobre «el comportamiento de distorsión de los pares diferenciales de transistores».

## Carrera

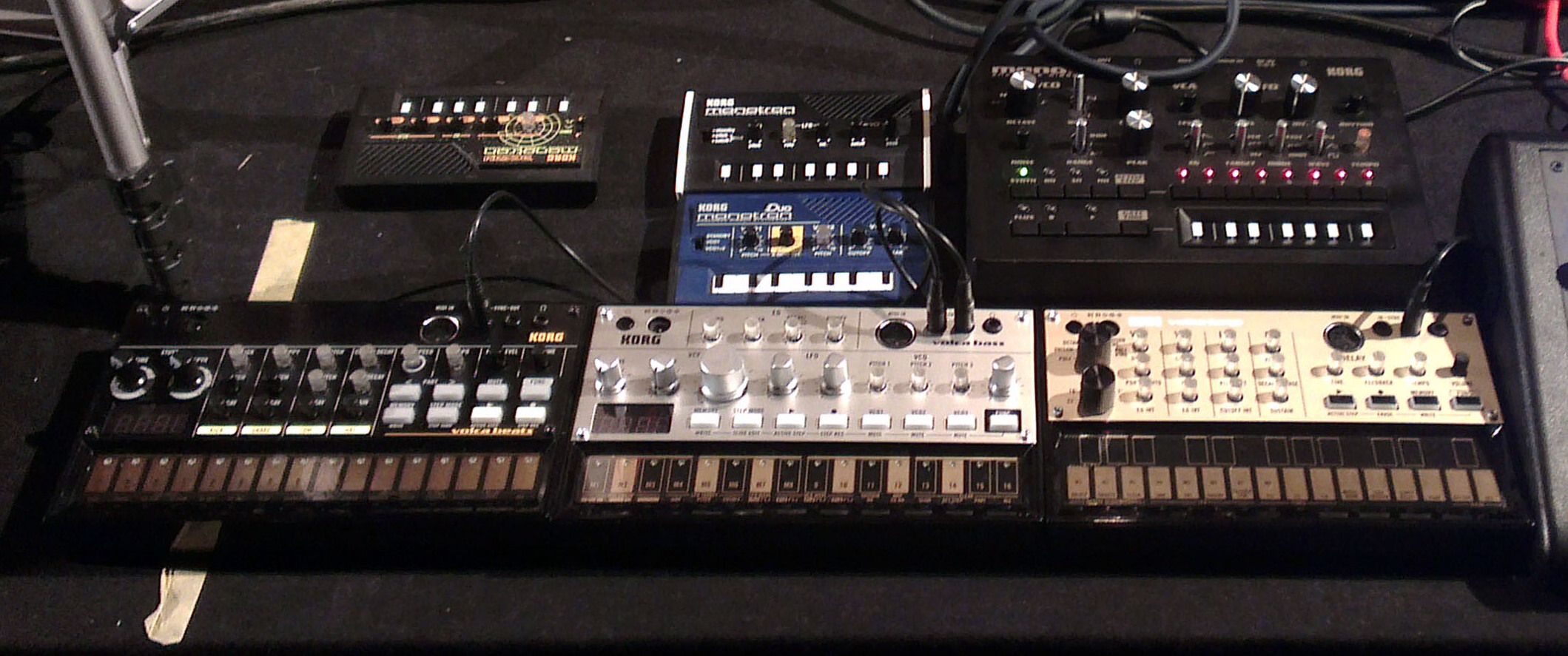
Una selección de sintetizadores Korg creados bajo la dirección de Takahashi.

Un año después de dejar la universidad, Takahashi contactó a Korg para un trabajo y le concedieron una entrevista. Aportó uno de sus inventos, un sintetizador inspirado en Christian Marclay, a la entrevista y le ofrecieron un puesto en la empresa. Takahashi trabajó en Korg de 2006 a 2014 y finalmente se convirtió en el ingeniero jefe de la empresa. Como ingeniero jefe de Korg, Takahashi fue responsable de la creación de los sintetizadores Minilogue, Monologue, Monotribe y Volca, así como de la reedición del ARP Odyssey y el MS-20 Mini.
El 16 de febrero de 2017, Takahashi anunció que dejaría su trabajo como ingeniero jefe de Korg. A través de Facebook, afirmó que seguiría desempeñando un papel de asesor de la empresa, pero que se mudaría de Tokio a Colonia.
Takahashi colaboró con Ryoji Ikeda en 2017 para su proyecto A [For 100 Cars]. Para este proyecto, Takahashi creó 100 sintetizadores diseñados para emitir ondas sinusoidales a diferentes frecuencias asociadas con la nota musical A. En 2018, Takahashi trabajó con Red Bull Music Academy para crear un videojuego basado en sintetizadores, llamado Tats. El juego le da al jugador un minuto para replicar un sonido reproducido usando un sintetizador en línea.
Takahashi volvió a trabajar para Korg en 2019, cuando se unió a la sucursal alemana recién formada de la compañía. Se desempeña como director ejecutivo de Korg Berlin, que se centra en investigación y desarrollo.

## Legado
En 2016, Reverb.com puso a Takahashi en una lista de tres personas que creía que eran «visionarios de equipos modernos». Junto a Gerhard Behles de Ableton y Cliff Chase de Fractal Audio, la lista comparó a Takahashi con Robert Moog y Don Buchla, quienes fueron los primeros pioneros del sintetizador.

### Filosofía
Takahashi es un defensor de lo que él llama la «democratización de la síntesis». Él cree que los sintetizadores analógicos deberían estar disponibles para el público en general, no solo para músicos o ingenieros. Esto se refleja en el precio asequible y la producción en masa de los sintetizadores analógicos que produjo en Korg. Esta filosofía ha sido replicada por otros fabricantes de sintetizadores, como Roland y Yamaha.

## Lectura adicional
- Schmidt, Torsten; Nishijima, Hiroaki; Takahashi, Tatsuya (11 de diciembre de 2014). Korg’s Hiroaki Nishijima & Tatsuya Takahashi on The Magic of The Machines. Red Bull Music Academy.
- Takahashi, Tatsuya (Octubre 2017). «How We Built 100 Sine Wave Synthesizers With Ryoji Ikeda». Red Bull Music Academy.
- Takahashi, Tatsuya. Richard D. James speaks to Tatsuya Takahashi. Entrevista con Aphex Twin. Warp.
- Takahashi, Tatsuya. Tatsuya Takahashi: 'I just tried to design products to be the best I can imagine them'. Entrevista con la revista Attack.